# Ethel Crocker
Ethel Sperry Crocker (geboren als Ethel Willard Sperry am 18. März 1861 in Stockton (Kalifornien); gestorben am 21. Juli 1934 in Hillsborough (Kalifornien)) war eine amerikanische Kunstsammlerin und Philanthropin.

## Leben
Ethel Sperry kam 1861 als Tochter des Unternehmers Simon Willard Sperry (1822–1886) und seiner Frau Caroline Elizabeth Sperry (1830–1905) in Stockton zur Welt. Sie hatte vier Geschwister. Ihr Vater war als Getreidemühlenbesitzer zum zweitgrößten Mehlproduzenten in Kalifornien aufgestiegen und hatte mit dem Handel von Getreide und Mehl ein erhebliches Vermögen erwirtschaftet. Über die schulische Ausbildung von Ethel Sperry ist nichts bekannt.

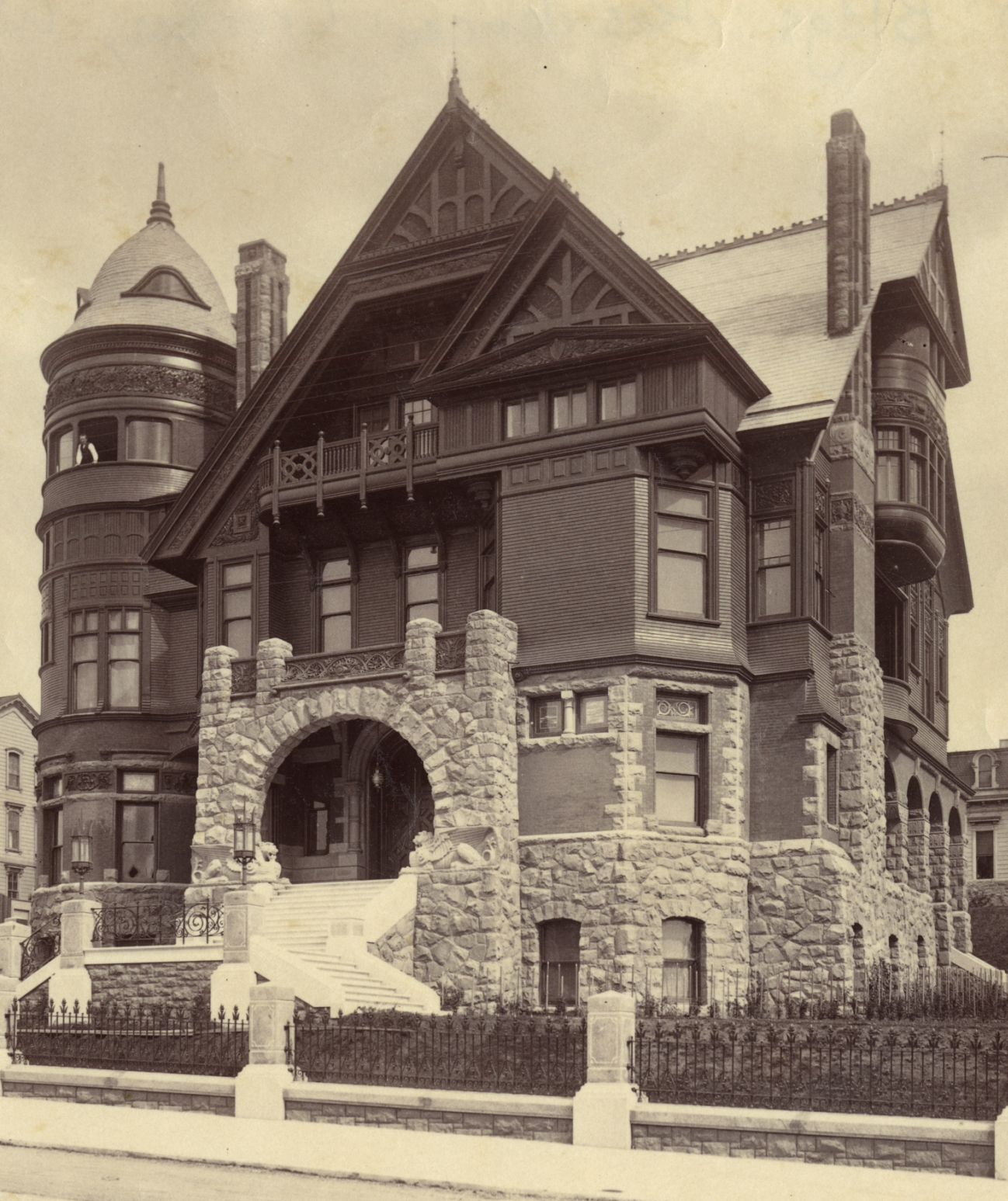
William Crocker Mansion in Nob Hill, 1906 zerstört

Sie heiratete 1886 den aus Sacramento stammenden Bankier William Henry Crocker. Dessen Vater Charles Crocker gehörte zu den als Big Four (großen Vier) bezeichneten vermögenden Investoren der Central Pacific Railroad, die den Bau der transkontinentalen Bahnverbindung ermöglichten. Ethel und William Crocker unternahmen ihre Hochzeitsreise nach Europa und lebten als Paar zunächst in der Villa von Charles Crocker im Stadtviertel Nob Hill in San Francisco. Auf dem Nachbargrundstück California Street Nr. 1170 entstand ihre eigene Villa, die sie ab 1889 bewohnten. Aus der Ehe von Ethel und William Crocker gingen die Kinder Ethel Mary (1891–1964), William Willard (1893–1964), Helen (1897–1966) und Charles Crocker Junior (1904–1961) hervor. Die Tochter Ethel Mary heiratete später den französischen Diplomaten Graf André de Limur (1890–1971); der Sohn William Willard folgte seinem Vater als Präsident der Crocker First National Bank of San Francisco.
Die Familie Crocker gehörte zur gesellschaftlichen Oberschicht und lud wiederholt bedeutende Persönlichkeiten in ihr Haus ein. So gehörten zu den Besuchern von Ethel und William Crocker die Tänzerin Isadora Duncan und die Schauspielerin Sarah Bernhardt. Ein weiterer Gast war der aus polnischem Adel stammende Prinz André Poniatowski (1864–1954), der 1894 Ethels Schwester Elisabeth Sperry heiratete. Das Paar lebte fortan ebenfalls in San Francisco. Prinz Poniatowski wurde zudem ein Geschäftspartner von William Crocker. Zusammen mit ihrer Schwester Elisabeth besuchte Ethel Crocker 1911 die Krönungsfeierlichkeiten des britischen Königs Georg V. in London.
Zusammen mit ihrem Mann trug Ethel Crocker eine bedeutende Kunstsammlung zusammen. Ihr vielfältiges Sammelgebiet reichte von altägyptischen Textilien über Kunsthandwerk bis zu Gemälden. Hierzu gehörten Bilder der Schule von Barbizon und der Hudson River School, darunter Werke von Albert Bierstadt, Thomas Hill, Carl Wilhelm Hahn, Charles Christian Nahl, Arthur Frank Mathews, Eugène Delacroix, Jean-Baptiste Camille Corot, Gustave Courbet, Pierre Puvis de Chavannes, Ernest Meissonier und Jean-François Millet Neben diesen gemeinsam erworbenen Bildern hatte Ethel Crocker eine besondere Vorliebe für die seinerzeit noch umstrittenen Werke des französischen Impressionismus. Diese neueren Werke bewahrte sie im Untergeschoss ihrer Villa auf, wo sie nur engen Freunden gezeigt wurden. Darunter befanden sich drei Gemälde von Claude Monet, zwei Bilder von Camille Pissarro, sieben Werke von Edgar Degas, drei Arbeiten von Pierre-Auguste Renoir und ein Bild von Albert Besnard. Als der Kunsthändler William Kingston Vickery 1891 in den Shreve Art Rooms in San Francisco eine Ausstellung mit Werken französischer Künstler veranstaltete, stammten zahlreiche Leihgaben von Ethel Crocker, darunter das Gemälde Antibes am Morgen von Claude Monet und die Zeichnung Waldszene von Camille Pissarro. Es waren die ersten impressionistischen Arbeiten, die an der Westküste der Vereinigten Staaten öffentlich ausgestellt wurden.
Beim Erdbeben von San Francisco 1906 wurde die Villa der Crockers zunächst nur beschädigt und einige der dort befindlichen Kunstwerke konnten gerettet werden, etwa ein Gemälde Waldinneres von Théodore Rousseau und das bekannte Gemälde Mann mit der Hacke von Jean-François Millet, das sich heute im J. Paul Getty Museum in Los Angeles befindet. Beim anschließenden Großbrand in San Francisco wurde die Villa jedoch zerstört. Dabei verbrannten im Haus zahlreiche wertvolle Werke wie das Gemälde Heilige Familie von Peter Paul Rubens, die Monet-Gemälde Drei Pappeln im Herbst, Getreideschober an einem Winterabend und Antibes am Morgen sowie Bilder von Edgar Degas und Camille Pissarro.
Direkt nach dem Erdbeben organisierte Ethel Crocker Essen für die Erdbebenopfer und half im Krankenhaus aus. Ihr Mann beschaffte als Bankier auf den Kapitalmärkten die notwendigen Mittel für den Wiederaufbau der Stadt. Ihre Villa und auch die benachbarte Villa von Charles Crocker wurden nicht wieder aufgebaut. Das Grundstück des gesamten Häuserblocks spendeten die Crockers der Episkopalkirche, die dort die Grace Cathedral errichtete. Die Familie Crocker ließ sich stattdessen im südlichen Vorort Hillsborough nieder, wo der von Lewis P. Hobart entworfene neue Wohnsitz entstand, der den schlichten Namen New Place erhielt. Die Villa verfügte über 67 Zimmer und stand seinerzeit auf einem mehr als 200 Hektar großen Grundstück. Heute ist hier der Sitz des Burlingame Country Club. Ethel Crocker setzte ihre Sammlertätigkeit auch nach dem Erdbeben wieder fort. So erstand sie wenig später für 50.000 Franc eine Version von Der Canale Grande in Venedig von Édouard Manet, 1913 folgte eine Ansicht Der Canale Grande von Claude Monet. Weitere Werke waren die Bilder Steilküste , Tänzerinnen und Ruhende Tänzerin von Edgar Degas und 1928 ein Stillleben mit Blumen und Kaktusfeigen von Pierre-Auguste Renoir.

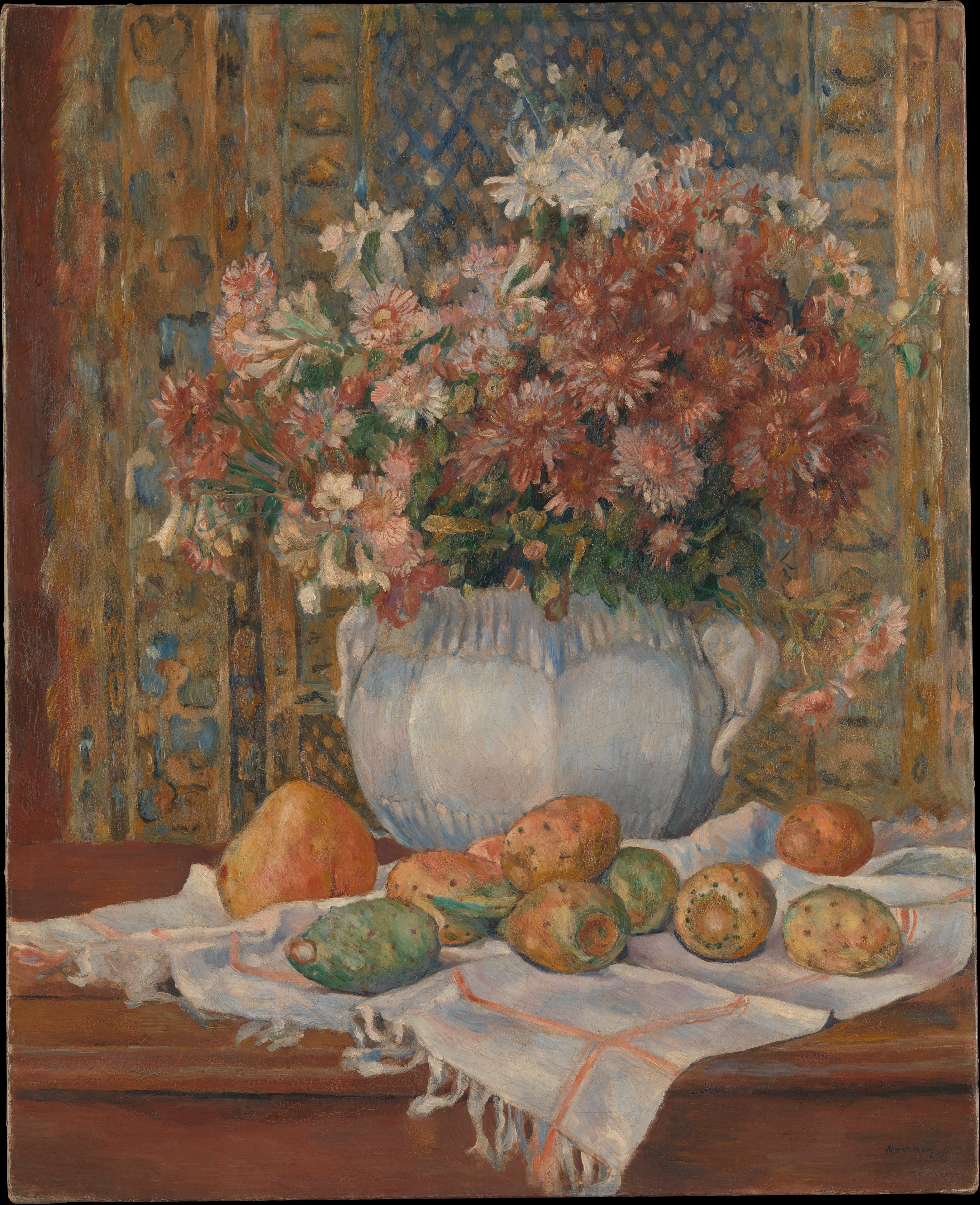
Pierre-Auguste Renoir: Stillleben mit Blumen und Kaktusfeigen
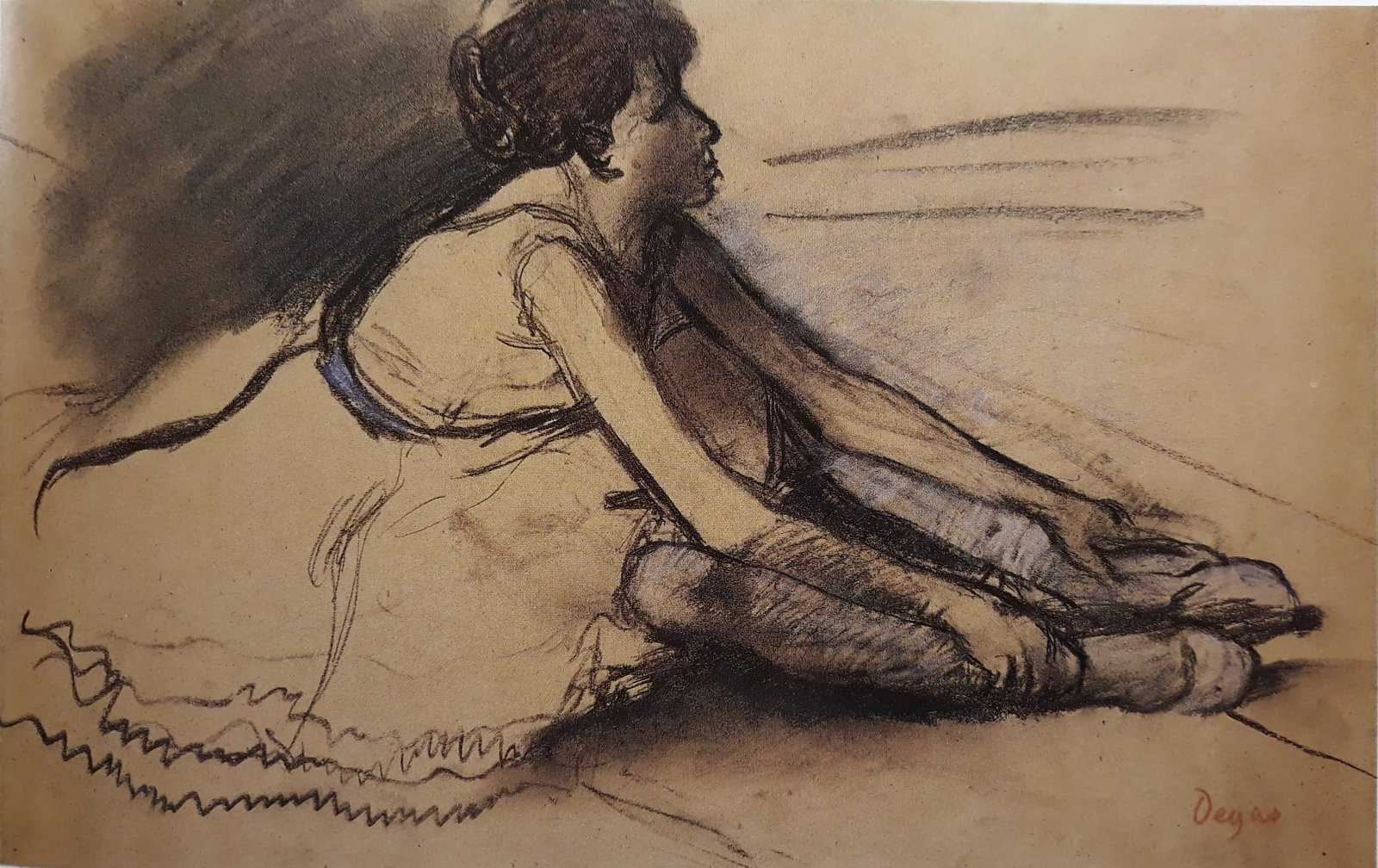
Edgar Degas: Ruhende Tänzerin
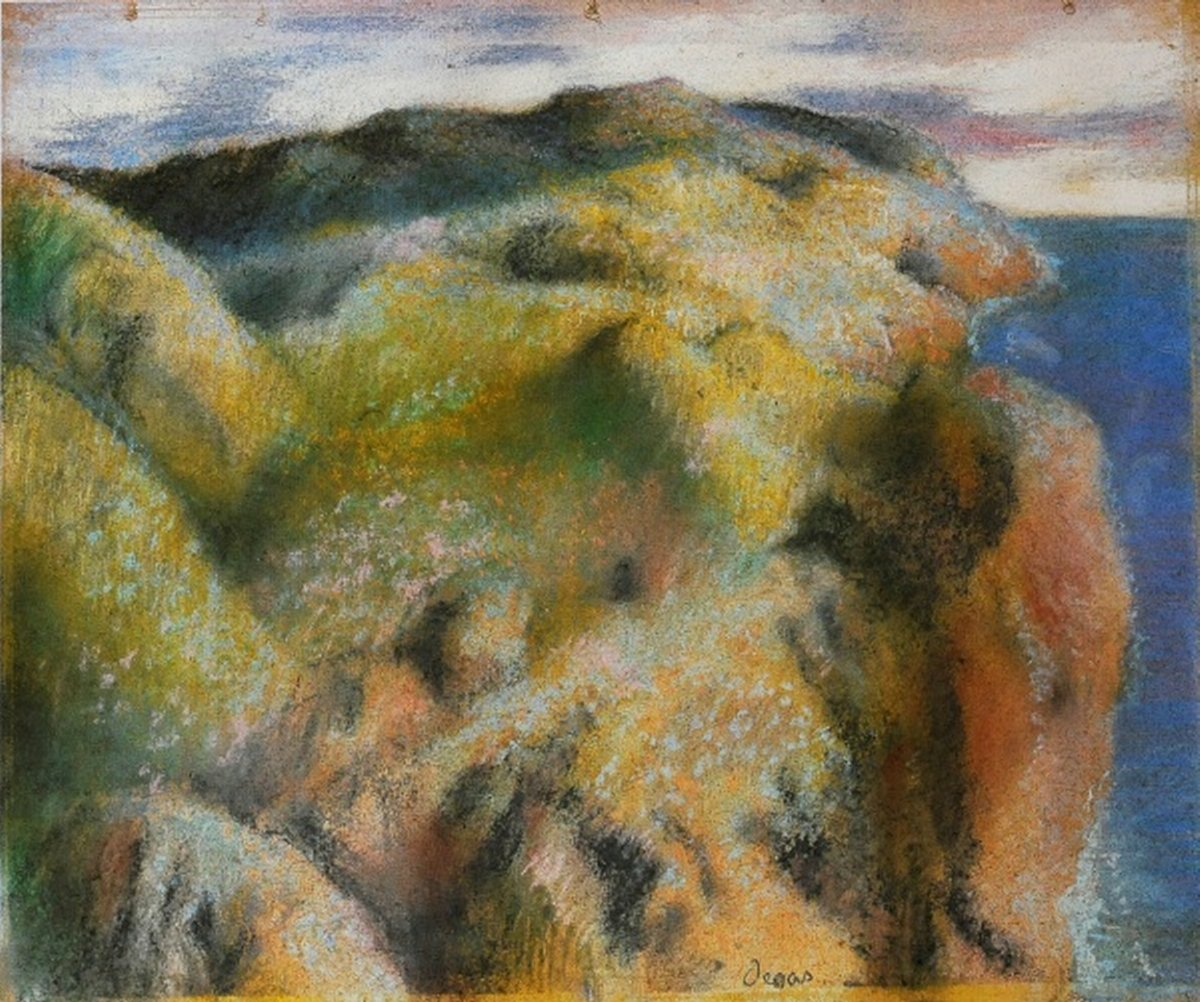
Edgar Degas: Steilküste
Claude Monet: Der Canale Grande

Im Ersten Weltkrieg war Ethel Crocker in vielfältiger Weise im Bereich der humanitären Hilfe engagiert. Sie spendete und sammelte Geld für Krankenwagen des American Ambulance Corps, für das Amerikanische Krankenhaus in Paris, für kriegsversehrte Soldaten (Mutilated Soldiers Fund) und geflüchtete Kinder aus Belgien (French Children’s Refugee). An der Seite des späteren US-Präsidenten Herbert Hoover unterstützte sie zudem das Nahrungsmittelprogramm der Kommission für das Belgische Hilfswerk (Belgian Relief) und leitete dabei als Secretary das California Committee for Relief in Belgium. Als sie zu Beginn des Krieges von der weitgehenden Zerstörung des nordfranzösischen Dorfes Vitrimont erfuhr, beschloss sie, Geld für den Wiederaufbau des Ortes zu sammeln. Bereits ab 1916 begann der Wiederaufbau des kleinen Ortes. Neben 70 Häusern und dazugehörigen Nebengebäuden konnte auch die 800 Jahre alte Dorfkirche wiedererrichtet werden. Im August 1920 war Ethel Crocker in Vitrimont zu einem Festakt geladen und besichtigte den wiederaufgebauten Ort. Heute ist in der Ortsmitte die Straße Rue Crocker nach der Philanthropin benannt.
Nach dem Krieg gehörte Ethel Crocker in der Gesellschaft von San Francisco erneut zu den gefragten Gastgeberinnen. In ihr Haus in Hillsborough kamen Schauspieler, Politiker und Diplomaten. 1926 gehörte der schwedische Kronprinz Gustaf Adolf mit seiner Frau Louise für eine Woche zu den Gästen der Crockers. Ethel Sperry Crocker starb 1934 in ihrem Haus in Hillsborough. Ihr Grab befindet sich auf dem Cypress Lawn Memorial Park in Colma. Zu den zahlreichen Gästen bei ihrer Trauerfeier gehörten der Bürgermeister von San Francisco Angelo Joseph Rossi und der vormalige US-Präsident Herbert Hoover mit seiner Frau Lou.